# ボンボ藤井
ボンボ藤井（ボンボ ふじい、1967年5月9日 - ）は、熊本県八代市出身のCMサウンドクリエイター。ボンボサウンドワークス代表。本名は藤井衛。

## 概要
上記の他、ウクレレ奏者、ウクレレインストラクター・小中学校音楽非常勤講師・ラジオパーソナリティ・アウトドアインストラクター等の顔を持つ。2010年、九州新幹線全線開通記念行事としてくまモンをキャラクターとするキャンペーンのテーマ曲、「くまもとサプライズ!(通称：くまモン体操)」の作詞・作曲・編曲を手掛けた。同年にはウクレレ奏者、ジェイク・シマブクロ日本ツアーのウクレレサポートアクトとして、同じステージに立っている。

## 人物
中学校の文化祭で長渕剛の曲を弾き語りをした事をきっかけに音楽活動に走る。その一方で自動車整備士の道を志し、27歳まで大手自動車ディーラーに勤め、その後独立し、自動車整備工場を経営。30歳の時、左手親指を複雑骨折しギターを断念。しかし弦楽器への情熱を諦めきれず、リハビリで始めたウクレレにすっかりのめり込み、その2年後にはインストラクター資格を取得。この頃から自動車整備業と並行して活動していた音楽の仕事のウエイトが次第に大きくなり、37歳にして音楽一本に絞る事を決意。CM音楽制作の道へと進む。同時に県内各地で講演活動や中学校音楽講師、ウクレレ奏者、インストラクターを務める傍ら、エフエムやつしろラジオDJとしても活動。幼少の頃からアウトドアが好きで、小学生時代からボーイスカウト、2018年には日本バーベキュー協会初級インストラクターを取得し、現在、防災時に役立つアウトドア料理セミナーの講師も務める。趣味はエギング、車中泊ソロキャンプ。『ボンボ』の名前の由来は、25歳の時にラジオ番組中、ア・カペラのベースパートを「ボンボ、ボン!」と歌っていた時に、メインDJの藤本一精によってノリで命名されたもの。ちなみにそれ以前までは「ポンポコ藤井」だった。

## 略歴
1974年（昭和49年）3月 - 高田東部保育園卒園。
1980年（昭和55年）3月 - 八代市立高田小学校卒業。
1983年（昭和58年）3月 - 八代市立第五中学校卒業。
1986年（昭和61年）3月 - 熊本県立八代工業高等学校機械科卒業。
1988年（昭和63年）3月 - トヨタ名古屋自動車大学校（旧トヨタ直営中部日本自動車整備専門学校高等科）卒業。
1988年（昭和63年）4月 - ネッツトヨタ熊本（旧トヨタオート熊本）入社。1996年（平成8年）1月 - 自動車ディーラーを退職し、自動車整備工場を開業。
2005年（平成17年）2月 - （有）ジェッツカンパニー入社。CM音楽制作兼タレントマネジメント業務を務める。
2013年（平成25年）11月 - ボンボサウンドワークスを設立。代表を務める。

## 出演経歴
- 熊本朝日放送 『くまパワ』
- 熊本県民テレビ『テレビタミン』
- テレビ熊本
  - 『若っ人ランド』『ぴゅあピュア』『かたらんね』『夜はホンネで!?』
- NHKテレビ『いつでもどこでもウクレレ講座』
- RKKラジオ
  - 『いい曲プレゼンターズ』『おー!わらナイト』『想い出がいっぱい』『昭和歌謡大作戦!』『Yaba!らじ』『ラジてん』
- エフエム熊本『Morning Glory』
- エフエムやつしろ
  - 『Do!Music POTATO』
  - 『こども科学教室』
  - 『がらっぱタイム ミュージックぽん』
  - 『ボンボ藤井のFMボンバー!』
- エフエムたまな 『トーキングルーム』
- 熊本シティエフエム 『コモエスタ辛島町』

## 制作作品
テーマソング等
- 熊本県農業公社サウンドロゴ
- 熊本県グリーン農業 ダンスボーカルユニット『GAT5』テーマソング
- くまモンプレゼンツ　AED『勇気を持って心肺蘇生の歌』レクチャービデオ挿入歌全曲
- 熊本県PRマスコットキャラクター『くまモン』テーマソング
- 鞠智城マスコットキャラクラー『ころう君』テーマソング
- 八代トマト マスコットキャラクター『とまピン』テーマソング
- 宇土市マスコットキャラクター『うとん行長しゃん』テーマソング
- 熊本市マスコットキャラクター『ひごまる』テーマソング
- 高森町マスコットキャラクター『風まる』テーマソング
- 熊本地震被災地支援アンサーソング『ボクと歩こう』
- 益城町『ましきまちのうた』テーマソング
- RKKラジオ
  - テーマソング『Radio Magic』
  - 『鉢盛りラジオ』テーマソング及びジングル
    - 『よかよかアミーゴ』ジングル
    - 『お祭りラジオ どんひゃら～』テーマソング及びジングル
    - 『いじめ考えよう』挿入曲（プレーヤー参加）
    - 『夕方いちばん』夕方いちばん体操
    - 『RKK NEWS JUST.』サウンドロゴ
    - 『Chuニング』サウンドロゴ
    - 『ケセラセラんばサンバ』『よかばい旅ふたり』
- KAB 『くまもとパワーステーション』挿入曲
- FMやつしろ ジングル多数（ほぼ全数）
- TNC 『ゴリパラ見聞録』一献音頭
- 全国身体障害者オリンピック・全国身体障害者音楽祭こころコンサートテーマソング
- 大牟田ガスマスコットキャラクター『ぬっかさん』テーマソング
- 九州産交グループ社歌

CMソング等(50音順)
- アース企画
- 藍のあまくさ村
- あげたて
- 味岡建設
- アネシス
- アビリティ
- 天草宝島観光協会
- アラセンハウス
- 宇城彩館
- ウェルホーム
- ウチダ不動産
- 雲仙みかどホテル
- エクザス
- エコスマイル
- エコハウジング
- エコプラスハウス
- 江畑自動車
- FPの知恵ぶくろ
- エルセルモ熊本
- 大野温泉
- オートタイヤ熊本
- オートメッセ
- 家族の窓口
- カネリョウ海藻
- かよこ・クリニック
- カーパルコ熊本
- 菊池渓谷温泉岩蔵
- 九州産交運輸
- 京町ビュッフェ
- 草なしくん
- 靴のテヅカ
- 熊本菓房
- 熊本空港アクセス鉄道
- 熊本県住宅耐震化支援事業広報業務
- 熊本県畜産農業協同組合
- 熊本第一信用金庫
- 熊本中央不動産
- 熊本トヨペットBeMax
- グラスト
- CRAS みらいコンシェルジュ
- KKT住宅展示場
- ケンキッチョー
- コアラのマークの宝島引越センター
- こくぶ
- コンフォートハウス
- 再春館製薬所
- 三協グループ
- サン・コア『シトルリン』
- 三成
- サンテクノ
- サンマルブー
- じじや
- シトルリン
- JA熊本果実連『ジューシー』
- シモンビューティークリニーク
- シューリーズ
- 杉本本店
- すし市場
- すがコーポレーション
- スクリーンBOO
- セーフティガード
- 大黒屋
- タイヘイテクノス
- つかさの湯
- 鶴屋
- TKUヒューマン
- テレ・ハウス
- ドラゴンリッチバーガー
- トヨタレンタリース
- なごみ庵
- ネッツトヨタ熊本
- パチンコエンペラー
- パチンコ金馬車
- パチンココア21(21世紀グループ)
- パチンコサンライト
- パチンコ大劇
- パチンコファミリー三愛
- パチンコパーラー123
- パチンコベルエアマックス
- パチンコまるみつ
- ヒサノ
- プラザパチンコ
- 火の国ハイツ
- Be Max
- FUKAMI
- 福岡建設
- フジチク
- フンドーダイ
- ホテル アレグリアガーデンズ天草
- ホワイト歯科
- マルエイ
- ミツエイ
- 焼肉なべしま
- U-NEO
- ルマンα
- ロータス軽ステーション
- ロータスマツオ
- ユーズドショップ五番街
- 夢ほたる

等多数